# Alice ở xứ sở trong gương
Alice ở thế giới gương soi là bộ phim kỳ ảo đã ra mắt của Hoa Kỳ do James Bobin làm đạo diễn và Linda Woolverton biên kịch. Đây là phần tiếp theo của bộ phim phát hành năm 2010 Alice in Wonderland. Các diễn viên chính tham gia trong phim bao gồm Mia Wasikowska, Johnny Depp, Helena Bonham Carter, Anne Hathaway, Sacha Baron Cohen và Rhys Ifans. Phim do Walt Disney Pictures phát hành vào ngày 27 tháng 5 năm 2016.

## Diễn viên
- Mia Wasikowska trong vai Alice Kingsleigh[1]
- Johnny Depp trong vai Tarrant Hightopp, Mad Hatter[1]
- Helena Bonham Carter trong vai Iracebeth của xứ Crims, Nữ hoàng đỏ[1]
- Anne Hathaway trong vai Mirana của xứ Marmoreal, Nữ hoàng Trắng[1]
- Sacha Baron Cohen trong vai Time[1]
- Rhys Ifans trong vai Zanik Hightopp, cha của Mad Hatter[1]
- Matt Lucas trong vai Tweedledee và Tweedledum[1]
- Ed Speleers trong vai James Harcourt[1]

### Lồng tiếng
- Stephen Fry trong vai Cheshire, Con mèo Cheshire[1]
- Toby Jones trong vai Wilkins[1]
- Alan Rickman trong vai Absolem, con sâu bướm[1]
- Michael Sheen trong vai Nivens McTwisp, con Thỏ Trắng[1]
- Timothy Spall trong vai Bayard, con chó săn[1]
- Paul Whitehouse trong vai Thackery Earwicket, con thỏ rừng March Hare[1]
- Barbara Windsor trong vai Mallymkun, con chuột sóc[1]
- John Sessions trong vai Humpty Dumpty[2]

## Sản xuất

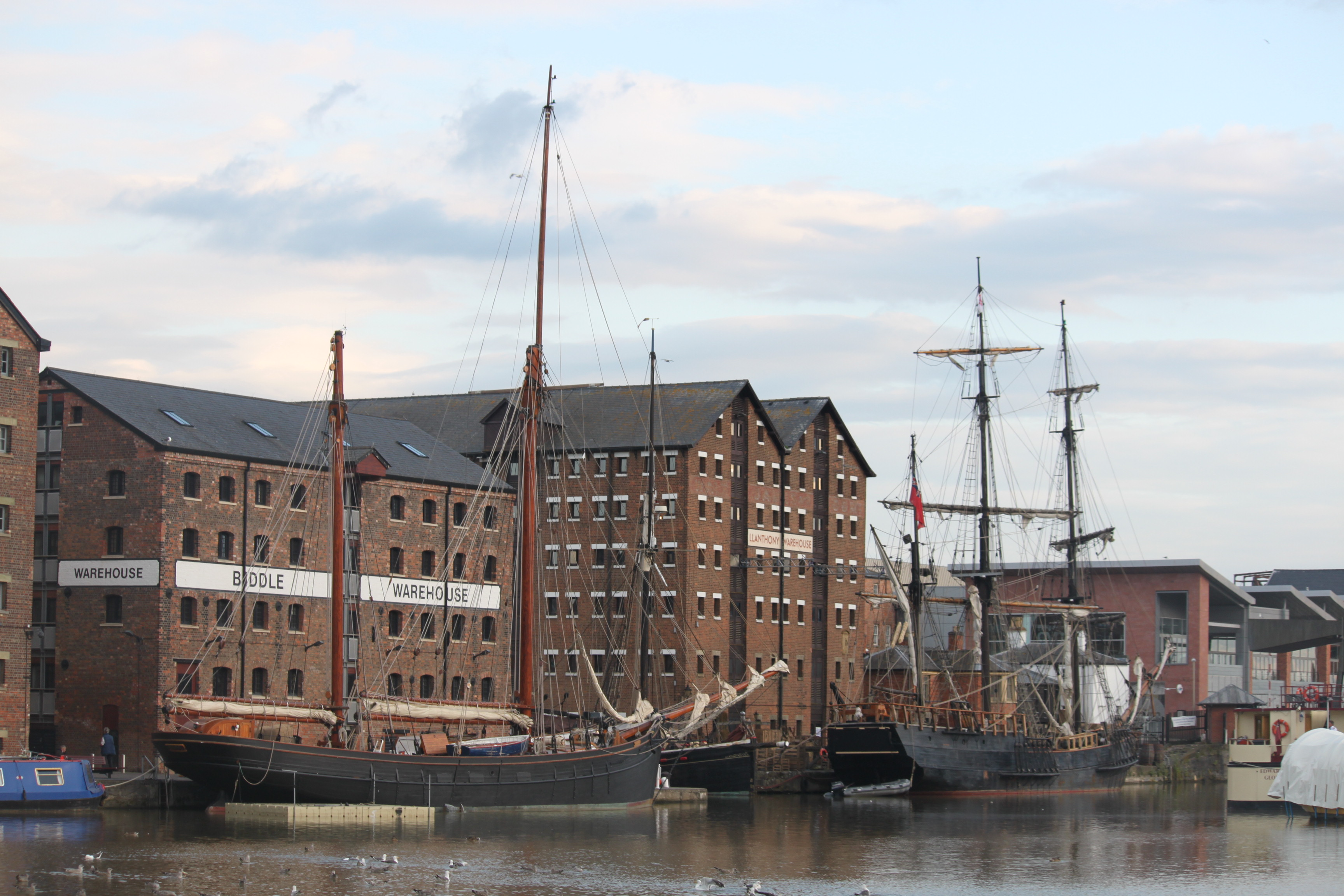
Những chiếc tàu cao ở bến Gloucester Docks dùng để quay phim Alice in Wonderland: Through the Looking Glass. Ảnh chụp tháng 8 năm 2014

Ngày 7 tháng 12 năm 2012, Variety công bố rằng phần tiếp theo của phim Alice in Wonderland đang được phát triển, và Linda Woolverton sẽ trở lại với vai trò biên kịch. Ngày 31 tháng 5 năm 2013, James Bobin bắt đầu thảo luận về việc đạo diễn bộ phim này dưới tên gọi nháp là Alice in Wonderland: Into the Looking Glass. Tháng 7 năm 2013, Johnny Depp được công bố sẽ trở lại với vai diễn Người làm mũ (Mad Hatter). Tháng 11 năm 2013, người ta xác nhận rằng Mia Wasikowska sẽ trở lại với vai diễn Alice. Ngày 22 tháng 11 năm 2013, ngày khởi chiếu của bộ phim được công bố là ngày 27 tháng 5 năm 2016 và Bobin sẽ đạo diễn bộ phim. Ngày 21 tháng 1 năm 2014, bộ phim được đổi tên thành Alice in Wonderland: Through the Looking Glass. Ngày 21 tháng 1 năm 2014, Sacha Baron Cohen tham gia bộ phim với vai diễn phản diện, Time. Tháng 3 năm 2014, người ta xác nhận rằng Helena Bonham Carter sẽ một lần nữa đảm nhiệm vai diễn Nữ hoàng Đỏ. Tháng 5 năm 2014, Rhys Ifans được công bố sẽ đảm nhận vai Zanik Hightopp, cha của Mad Hatter.
Quá trình quay phim chính bắt đầu vào ngày 4 tháng 8 năm 2014, tại trường quay Shepperton Studios. Trong tháng 8 năm 2014 việc quay phim diễn ra tại bến tàu Gloucester Docks và tại đó có bốn chiếc tàu lịch sử được sử dụng để làm phim: Kathleen and May, Irene, Excelsior and the Earl of Pembroke, chiếc tàu sau cùng được đổi tên thành "The Wonder" để phục vụ các cảnh quay. Quá trình quay phim chính này kết thúc vào ngày 31 tháng 10 năm 2014.